# Fugleøjebusk-familien
Fugleøjebusk-familien (Ochnaceae) er tropisk og mest udbredt i Sydamerika. Familien rummer ca. 53 slægter og 600 arter. Her omtales kun de slægter, som har økonomisk betydning i Danmark.
| Slægter |

- Jerntræ-slægten (Lophira)